# Buddhistisches Reuebekenntnis
Das Buddhistische Reuebekenntnis (chinesisch 懺悔文, Pinyin chànhuǐ wén, W.-G. ch'an-hui-wen; jap. 懺悔文, sange mon; kor. 참회문, chamhoe mun) wird im Bereich des Mahayana-Buddhismus als Ritual zur Reinigung und zur Läuterung des Geistes, häufig auch vor Beginn von anderen Ritualen, wie Zufluchtnahme ausgeübt.

## Reuebekenntnis im chinesisch-japanischen Mahayana
| Japanisch                                                                                         | Deutsch | Chinesisch (pinyin) | Chinesisch (hanzi)                                                 |
| ------------------------------------------------------------------------------------------------- | --- | --- | ------------------------------------------------------------------ |
| Sangemon GASHAKU SHOZO SHOAKUGO KAIYU MUSHI TONJINCHI JUSHIN GUI SHI SHOSHO ISSAI GAKON KAI SANGE | Reuebekenntnis Alles schlechte Karma, von mir begangen von altersher Aus meiner anfanglosen Gier, aus meinem Zorn, aus meinem Wahn Geboren aus meinem Körper, aus meiner Rede, aus meinem Denken Ich erkenne es jetzt und läutere mich ganz | Chan hui wen Wo xi suo zao zhu e ye Jie you wu shi tan chen chi Cong shen yu yi zhi suo sheng Yi qie wo jin jie chan hui | 懺悔文 我昔所造諸悪業 皆由無始貪瞋痴 従身語意之所生 一切我今皆懺悔 |